# جامعة لويولا شيكاغو
جامعة لويولا شيكاغو (بالإنجليزية: Loyola University Chicago)‏ هي جامعة ومؤسسة تعليمية غير ربحية خاصة، تأسست في 1870 في الولايات المتحدة، وهي عضو في رابطة الكليات والجامعات اليسوعية. بلغ عدد طلابها في عام 2018 ما يقارب 17007 طالب.